# Částice podobné virům
Částice podobné virům (anglicky Virus-like particles, zkráceně VLP) jsou neinfekční, nepatogenní, spontánně se sestavující (self-assembling; spontaneous self-assembling) supermolekulární víceproteinové nanočástice o rozměrech 20-100 nm.

## Charakteristika
Velmi se podobají virům, ale neobsahují žádný virový genetický materiál. Mohou se přirozeně vyskytovat nebo syntetizovat prostřednictvím individuální exprese virových strukturních proteinů, které se pak samy sestaví do struktury podobné viru.
K vytvoření rekombinantních VLP lze použít kombinace strukturních kapsidových proteinů z různých virů. VLP odvozené od viru hepatitidy B (HBV) a složené z malého povrchového antigenu odvozeného od HBV (HBsAg) byly popsány v roce 1968 ze sér pacientů.
VLP byly vyrobeny ze složek nejrůznějších skupin virů, včetně Parvoviridae (např. Adeno-asociovaný virus), Retroviridae (např. HIV), Flaviviridae (např. Virus hepatitidy C), Paramyxoviridae (např. Nipah) a Bakteriofágů (např. Qβ, AP205).
VLP mohou být produkovány v mnoha systémech buněčných kultur, včetně bakterií, savčích buněčných linií, hmyzích buněčných linií, kvasinek a rostlinných buněk.
VLP mohou také vznikat jako struktury v řádu jednovlákenných RNA virů (tj. Ortervirales). Jedná se o vadné, nezralé viriony, někdy obsahující genetický materiál, které jsou obecně neinfekční kvůli nefunkční virové obálce.